# Dave Formula
David Tomlinson, conocido como Dave Formula, (Whalley Range, Mánchester, Inglaterra, 11 de agosto de 1946) es el recordado teclista de agrupaciones de new wave como Magazine y Visage.

## Historia
Criado en Whalley Range, Mánchester, Inglaterra, comenzó a ser famoso en una banda de R&B llamada St. Louis Union, con la cual llegó a hacer presentaciones en el programa de televisión Top of the Pops y una aparición en la película The Ghost Goes Gear de 1966. 
Tras diez años tocando en cabarets, es contactado para reemplazar a Bob Dickinson en la banda post-punk Magazine. Con esta banda pasaría tres años, cuando en 1981 su vocalista Howard Devoto la disuelve.
Dos años antes, en 1979, también ingresa, junto con sus dos compañeros (en Magazine) Barry Adamson y John McGeoch, al proyecto musical new romantic Visage, con la que permanece hasta 1983 por tener diferencias con Rusty Egan. 
También trabajó con Ludus.
En 2003, se une a The Angel Brothers, al lado de Dave Angel.
A comienzos de 2007, empezó a grabar lo que fue su primer álbum como solista. En el trabajo, Dave Formula incluyó la participación de músicos con los que había participado en los últimos 40 años. Entre ellos estaban Robin Simon, quien tocó la guitarra en la canción The Saddest Quay. También invitó a Howard Devoto y a Steve Strange, e incluyó una voz grabada del fallecido guitarrista de Magazine John McGeoch.